# Озеряни (Коростенський район)
Озеря́ни — село в Україні, в Коростенському районі Житомирської області. Входить до складу Олевської міської громади. Населення становить 341 осіб.

## Історія
Станом на 1885 рік у колишньому власницькому селі Словечанської волості Овруцького повіту Волинської губернії мешкало 340 осіб, налічувалось 47 дворових господарств, існували православна церква, постоялий будинок.
За переписом 1897 року кількість мешканців зросла до 518 осіб (270 чоловічої статі та 248 — жіночої), з яких 501 — православної віри.
Під час організованого радянською владою Голодомору 1932—1933 років померло щонайменше 5 жителів села.
Колишній орган місцевого самоврядування — Новоозерянська селищна рада.

## Населення
Згідно з переписом УРСР 1989 року чисельність наявного населення села становила 451 особа, з яких 185 чоловіків та 266 жінок.
За переписом населення України 2001 року в селі мешкало 338 осіб.

### Мова
Розподіл населення за рідною мовою за даними перепису 2001 року:
| Мова       | Відсоток |
| ---------- | -------- |
| українська | 99,71 %  |
| російська  | 0,29 %   |

## Цікавинка
У XIX столітті на північно-східній стороні від села в урочищі Корма існувало озеро Корма.